# Frauke Beeck

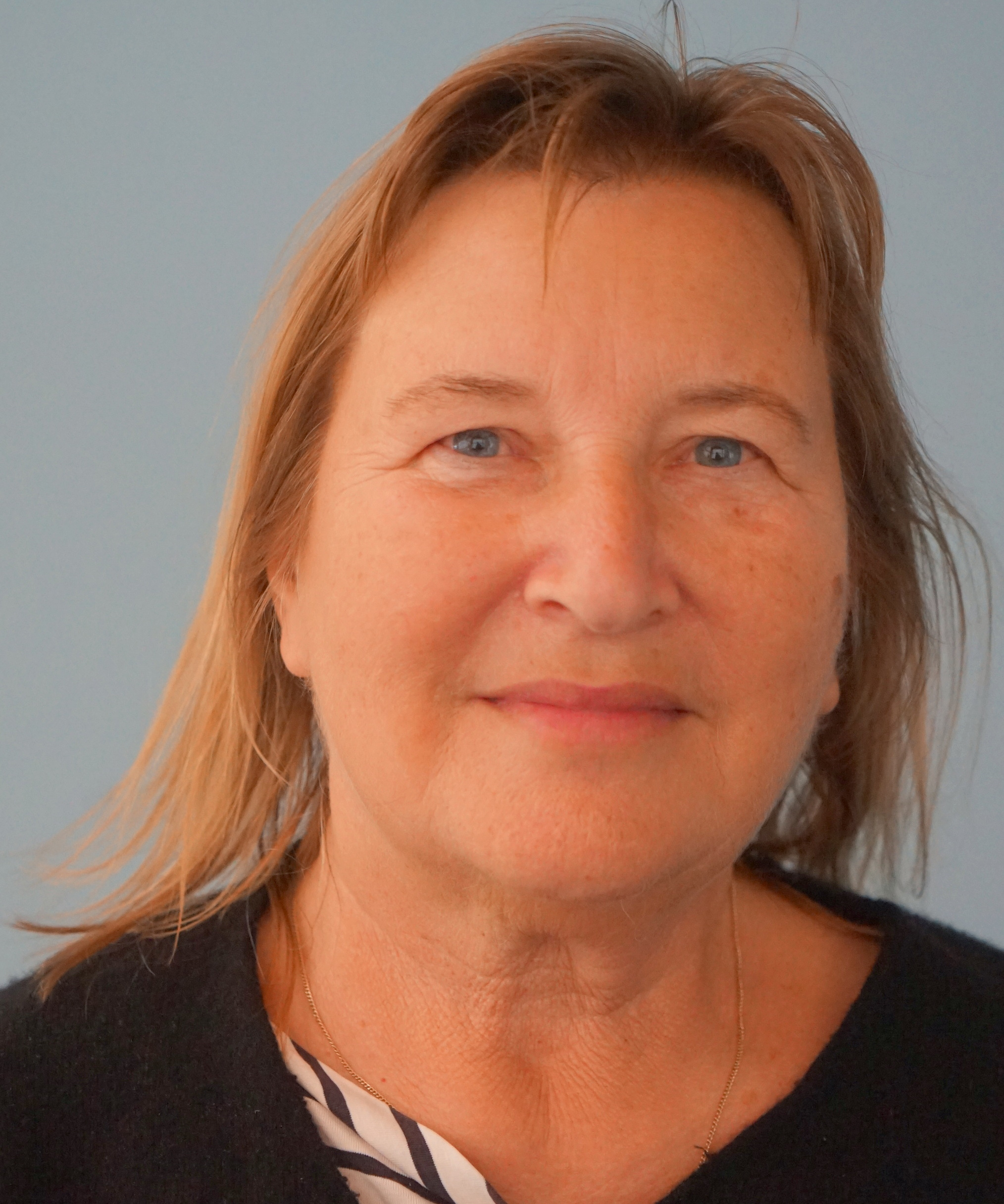
Frauke Beeck (2023)

Frauke Beeck (* 1960 in Bremen) ist eine deutsche Künstlerin. Ihre Arbeiten greifen Themen der Pop-Kultur sowie der Konsumgesellschaft auf.

## Beruflicher Werdegang
Frauke Beeck studierte von 1978 bis 1984 Kunst und Biologie an der Leibniz Universität Hannover. Anschließend übernahm sie eine einjährige Lehrtätigkeit in Edinburgh, Schottland. Ab 1994 gestaltete Frauke Beeck den „Wümmekalender“, der vorwiegend aus Bildern der Wümmeregion bestand und von 1974 bis 2023 erschien. Er widmete sich jeweils einem bestimmten Thema und wurde mit unterschiedlichen Techniken, von Bleistiftzeichnungen über Aquarelle zu Mixed Media produziert. 
2006 entstand in Zusammenarbeit mit Tobias Kröger im Rahmen des Bremer Programms Kunst im öffentlichen Raum eine Arbeit an der Hauswand Heinrichstraße 10 in Bremen. Für das Stück Amerika vom Theater Bremen, inszeniert von Johann Kresnik nach dem Roman Der Verschollene von Franz Kafka, das im Güterbahnhof Bremen aufgeführt wurde, realisierte Beeck 2007 im Foyer des Güterbahnhofs das Wandbild Amerika. 
Seit Anfang 2020 beschäftigt sich die Künstlerin mit der Recherche und der künstlerischen Interpretation von historischen Frauendenkmälern im öffentlichen Raum. Ihr Anliegen, mehr Frauen im öffentlichen Raum zu ehren, ist international vergleichbar mit der seit 2018 laufenden US-amerikanischen Initiative SHE BUILT NYC.

### Engagement
Seit 1996 nimmt der künstlerische Austausch zwischen Deutschland und China eine zunehmend wichtige Rolle in ihrer Tätigkeit ein. Beeck engagiert sich verstärkt als Kuratorin für Ausstellungsprojekte chinesischer Künstler in Deutschland. Sie lebt und arbeitet in Bremen sowie in Berlin.
Seit 1992 ist Beeck Mitglied im BBK, seit 2020 im Verein Berliner Künstler und seit 2022 in der GEDOK Brandenburg.

## Werk
Frauke Beecks künstlerische Tätigkeit umfasst Spraybilder, Wandbilder, Collagen, Installationen, Objekte und die Herstellung von Editionen. Für ihre Spraybilder benutzt Beeck eine speziell von ihr entwickelte Spraytechnik. Sie verwendet vorwiegend transparentes Acrylglas, das von beiden Seiten bearbeitet wird, wodurch der Eindruck von Räumlichkeit und Tiefe entsteht. Sie arbeitet u. a. mit Schablonen, wodurch eine Abstraktion der dargestellten Formen erreicht wird. Sowohl in Bezug auf die Motivwahl als auch in Bezug auf ihre Formensprache basieren ihre Bilder auf der Tradition der klassischen Pop Art. Klare, starke, grelle Farben, kontrastreiche Farbkombinationen und Motive aus dem Alltag sind dafür bezeichnend. 
Charakteristisch für Beecks Arbeiten ist der Mix von Stilelementen der Streetart und Graffiti-Kunst einerseits und der Wahl traditioneller, aus der realistischen Malerei entlehnten Bildsujets anderseits. Durch das Zusammenführen der etablierten Motive der Malerei und der Streetart entsteht ein eigener, unkonventioneller Stil. Als Vorlagen verwendet sie eigene Zeichnungen und Fotografien, aber auch Bilder aus Büchern, Zeitschriften oder von selbst gedrehten Video-Stills. In verschiedenen Serien wendet sie sich unterschiedlichen Themenkomplexen zu, wie etwa Bambusvariationen, Schaufenstergestaltung, Musikkonzerte, Landschaftsbilder, Tierporträts, politische Ereignisse oder Reiseeindrücke. In einer Reihe von Bildern kombiniert die Künstlerin Schrift und Bild, indem unter dem gesprayten Bild ergänzend – und nicht immer auch erklärend – ein kurzer Gedankengang oder ein Kommentar hinzugefügt wurde. Diese Bilder erscheinen wie Zeitungsbilder mit dazugehöriger Bildunterschrift. Doch stehen hier Text und Bild in einem spannungsvollen, teilweise auch absurden Verhältnis zueinander.
Beecks Kunstobjekte, sogenannte Funbags, sind im Alltag zum Einkauf, als Aufbewahrungsort oder auch als Wandschmuck zu gebrauchen. Sie passen sich in besonderer Weise ein in bestehende Verhältnisse: trotz des zunächst sympathischen und modischen Aussehens haben sie bei näherer Betrachtung eine weitergehende Aussage zu Themen wie Gewalt, Geschäft, Sport oder Jugend. Für diese Funbags wurden Süßigkeiten- oder Chipstüten aus aller Welt zu kleinen Plastik-Täschchen recycelt. Sie werden in mehreren Galerien und Museen geführt und von diesen seit 2004 auf den Kunstmessen in Berlin, Frankfurt, Köln, Innsbruck und Karlsruhe präsentiert.
Der Künstleraustausch mit chinesischen Künstlern führte Beeck 1998 zu ihrer ersten chinesische Einzelausstellung im Goethe-Institut Peking. 2000 und 2001 wurden Ausstellungsprojekte in Bremen und Peking realisiert. 2006/2007 folgten Bremen/Göttingen und Shenyang. 2013 stellte Beeck auf Einladung des chinesischen klassischen Künstlers Mosheng Mei als erste westliche Künstlerin in Beidaihe aus.

## Arbeiten im Besitz der öffentlichen Hand
- Buchmuseum der Sächsischen Staats- und Landesbibliothek
- Diakonisches Werk Bad Boltenhagen
- Artothek Lilienthal
- Wandgestaltung der Grundschule Blender, Bremen
- Wandbild Heinrichstraße, Bremen
- Max-Planck-Institut Göttingen
- Lu Xun Academy of Fine Arts, Shenyang/China
- Sparkasse Bremen
- Museum Mosheng Mei, Beidaihe/China
- Modern Museum Dalian/China

## Ausstellungen

### Einzelausstellungen
- 1998: Goethe-Institut Peking, China
- 2000: Teachers-University-Gallery, Peking, China (mit P. Angermann, B. Sassen)
- 2005: Unvergessliche Momente, Galerie Herold, Bremen
- 2006: 100 kleine Schlachten, Galerie 149, Bremerhaven; Kunstverein Apex, Göttingen; Kunsthalle der Akademie Shenyang[11], China (mit C. Jaxy, J.-F. Guiton)
- 2006: Kunst im öffentlichen Raum, Bremen (Wandbild, Spraymalerei, Graffiti, ca. 12 m × 10 m, nicht mehr vorhanden)[12]
- 2007: Sparkasse Bremen
- 2008: Omnilab Galerie, Bremen[13]
- 2011: Pop Shop, Kunstverein Achim[14]
- 2012: Von der Wümme zum Huangpu, Städtische Galerie Zeven
- 2013: Zwischen den Welten, Museum Mosheng Mei, Beidaihe, China; Galerie Casaretto, Verden
- 2015: Modern Museum Dalian (mit S. Baumkötter, G. Kever)
- 2018: Von Bäumen und Menschen, Galerie am Schwarzen Meer, Bremen; I love Art, Galerie Brandt Credo, Bremen
- 2020: Ost-West-Dialog Schnackenhof, Röthenbach an der Pregnitz[15] Frauensleute, Bremer Frauenmuseum e. V.[16]
- 2021: ein Frauendenkmal ist nicht genug, GEDOK Karlsruhe Künstlerinnenforum, Karlsruhe[17]
- 2022: Landschaft als Experiment, Overbeck-Museum, Bremen[18]
- 2023: ein Frauendenkmal ist nicht genug! Kunst und Kulturverein Kunst in Auslage, Wien

### Gruppenausstellungen
- 1993: Heim-Suchung, Atelierhof, Bremen (mit A. Kolter, A. Schlöpke)
- 1994: nicht öffentlich, Kunst für Orte-Orte für Kunst, BBK Bremen, Bremen (K)
- 1995: 10 Jahre GaDeWe, Galerie des Westens, Bremen; Telekolleg Kunst, Galerie im Künstlerhaus, Bremen (K)
- 1997: Quicksilver, 1st International Mail & Fax Art, Middlesex University, London/GB; Sehnsucht – Transzendenz – Ritual, ev. Stadtkirche Karlsruhe (K); nicht öffentlich 2, Kunst für Orte – Orte für Kunst, BBK Bremen (K); NORD ART, Die Künstlerinnen-Messe, Weser-Ems-Halle, Oldenburg (K)
- 1999: Spuren, Kunstverein Riesa Efau, Dresden (K)
- 2001: Mysterium Magnum, Kauno Gallery, Kaunas/Litauen (K); Bilder für 3000, Galerie Rosa Rosso, Prora/Rügen
- 2002: Mythos Europa, Künstlerhaus-Galerie, Karlsruhe; Tunnel Art, Kunst im öffentlichen Raum, Tübingen
- 2004: Schaf, Galerie Kühn, Berlin; Funbags, Shop Deutsche Guggenheim, Berlin
- 2005: Zinnober, Galerie Katharina Seifert, Hannover; Made in Tenever - Recycling Design, Quartier e.V., Bremen (K)
- 2006: Das unbekannte Meisterwerk, Städtische Galerie Bremen; ARTgut # 1, Galerie N, Nienburg; Kleinplastik in Norddeutschland, Galerie Kolbien, Garbsen/Hannover (K)
- 2007: Die dunkle Seite, SPEDITION, Bremen (K); Amerika, Bremer Theater, Bremen; in between, Apex Kunstverein pro art e.V., Göttingen; Accrochage 1. Arbeiten der Künstlerinnen und Künstler der Galerie 149, Galerie 149, Bremerhaven
- 2008: Element Wasser, Kunstsalon Franz Leuwer, Bremen; Inkognito, Sparkasse Bremen; Essen, Galerie Kühn, Lilienthal
- 2009: Schwarzer Freitag, Galerie Herold, Bremen
- 2010: Gleichstellung - Kurs halten, Kunstraum Rotenburg; Element: Erde, Kunstsalon Franz Leuwer, Bremen; Engel ohne Heimat, Galerie Schinken & Klötze, Berlin; 10 Jahre Junge Kunst Bremen - Ein Wiedersehen, Die Sparkasse Bremen (K)
- 2014: 8. Miniatur in der Bildenden Kunst, Altes Rathaus Fürstenwalde (K); (CC)TV, Galerie Herold, Bremen
- 2015: 15 Jahre Junge Kunst Bremen – Eine Retrospektive, Die Sparkasse Bremen (K)
- 2016: Gesichter, Kunstverein Stade (K)
- 2017: Was der Himmel erlaubt, GEDOK Galerie, Berlin; Strahlende Welt, GEDOK Galerie, Berlin; Neuaufnahmen, GEDOK Galerie, Berlin
- 2018: Kind im Fokus, Die Sparkasse Bremen; Zeit und Zeitbewußtsein, GEDOK Galerie, Berlin
- 2019: MiniARTuren, GEDOK Galerie; Digitale Herbstausstellung, Kunstverein Hannover; Ein Jahrhundert Frauenwahlrecht, MailART, GEDOK Galerie, Hamburg
- 2020: Stay Home / Mail Art, Kunstmuseum Krefeld; Leidenschaft Kunst, GEDOK Galerie Hamburg; 30 Jahre KVA e. V. Jubiläumsausstellung, Kunstverein Achim; Verwandlung-Inszenierung-Rollenspiel, GEDOK Galerie Berlin (K); Potentiale, Orgelfabrik Durlach, Karlsruhe; Rückblicke. Text und Bild, GEDOK Galerie Berlin
- 2021: Verhinderte Schönheiten, Galerie Verein Berliner Künstler, Berlin; Echtzeit, Galerie GEDOK Berlin; Isolation versus Kommunikation, Galerie GEDOK Berlin; Re-Art Meets Kulturerbe 2021, RE-ART-Halle, Ihlienworth (K); UPDATE 21, Galerie Verein Berliner Künstler; Körperwahrnehmungen, Galerie GEDOK Berlin; Kein Thema 5, Kunstverein KunstHaus Potsdam
- 2022: Good News, Galerie Verein Berliner Künstler, Berlin; ART Kreuzberg, Berlin; UPDATE 22, Galerie Verein Berliner Künstler; AKTionale, Galerie Verein Berliner Künstler (K); Die Neuen, Galerie Verein Berliner Künstler; Mitgliederaussstellung, KunstHausPotsdam, Potsdam
- 2023: Insel Berge, Insel Galerie, Berlin; UPDATE 23, Galerie Verein Berliner Künstler; Achtung Aufnahme!, GEDOK Brandenburg, Galerie Kunstflügel, Rangsdorf

## Publikationen
- Wümmekalender 1974–2004. Verlag Froben Druck, Ottersberg 2004.
- Gedankenwelten. Neue Buntstiftzeichnungen (Ausstellungskatalog), hrsg. v. Frauke Beeck, Bremen 1998.
- Beijing, Reinhild Zitz, Beatrix Sassen, Frauke Beeck, Peter Angermann. hrsg. v. von der Städtischen Galerie und dem Künstlerinnenverband Bremen anlässlich der Ausstellung in der Galerie der Kunstakademie der Pädagogischen Universität Shoudu, Stadt Peking 2000.[19]
- Hans-Joachim Manske: Pop ist alles. Alles ist Pop. (Ausstellungskatalog), Peking 2000.
- Rasa Andriusyte: Mysterium Magnum. Kaunas 2001, ISBN 9986-9252-3-1.
- Frauke Beeck  (Ausstellungskatalog, Text v. Katerina Vatsella), hrsg. v. Die Sparkasse Bremen, Bremen 2007.
- Shenyang – Bremen, hrsg. v. Kunstverein Bremen. In: Punkt. Kunst im Nordwesten. Bremen 2007.
- Dokumentation der Geschichte der BIK Galerie 149, Wege zu einer Institution. hrsg. v. der Bremerhavener Initiative für Kultur e.V., Bremerhaven 2014.
- Eine Retrospektive. 15 Jahre junge Kunst Bremen, hrsg. v. Die Sparkasse Bremen, Bremen 2015.
- Frank Laukötter, Wiebke Steinmetz: Frauke Beeck, Werke von 2005 bis 2015. Verlag Open Space Edition, Bremen 2015, ISBN 978-3-9817283-2-3.
- I<3 Art Multiples und Editionen von Frauke Beeck (Ausstellungskatalog), hrsg. v. Galerie Brandt Credo, Bremen 2018.
- Ulrike Hiller, Nicole Giese-Kroner: Frauensleute. (Ausstellungskatalog), hrsg. v. Bremische Zentralstelle für die Verwirklichung der Gleichberechtigung der Frau (ZGF), Verlag Open Space Edition, Bremen 2020, ISBN 978-3-947225-16-3.
- Re-Art Meets Kulturerbe 2021 (Ausstellungskatalog), hrsg. v. Kunst, Gesundheit, Bildung e. V., Ihlienworth 2021.
- Ilia Castellanos: AKTionale (Ausstellungskatalog), Galerie Verein Berliner Künstler, Berlin 2022, ISBN 978-3-00-073190-7.
- Meta Marina Beeck, Ilona Scheidle: Frauensleute BERLIN (Ausstellungskatalog), Verlag Open Space Edition, Bremen 2023, ISBN 978-3-947225-30-9.